# Pirata giganteus
Pirata giganteus är en spindelart som beskrevs av Willis J. Gertsch 1934. Pirata giganteus ingår i släktet Pirata och familjen vargspindlar. Inga underarter finns listade i Catalogue of Life.